# Kuba a 2008. évi nyári olimpiai játékokon
Kuba a kínai Pekingben megrendezett 2008. évi nyári olimpiai játékok egyik részt vevő nemzete volt. Az országot az olimpián 18 sportágban 158 sportoló képviselte, akik összesen 23 érmet szereztek.

## Érmesek
| Érem  | Versenyző | Sportág       | Versenyszám               |
| ----- | --- | ------------- | ------------------------- |
| Arany | Dayron Robles | Atlétika      | Férfi 110 m gát           |
| Arany | Mijaín López | Birkózás      | Férfi kötöttfogás, 120 kg |
| Ezüst | Yipsi Moreno | Atlétika      | Női kalapácsvetés         |
| Ezüst | Nemzeti válogatott Pedro Luis Lazo Miguel Lahera Jonder Martínez Elier Sánchez Yadier Pedroso Vicyohandri Odelín Adiel Palma Norberto González Norge Luis Vera Luis Miguel Rodríguez Ariel Pestano Rolando Meriño Eriel Sánchez Alexander Mayeta Héctor Olivera Yulieski Gourriel Michel Enríquez Eduardo Paret Luis Miguel Navas Giorvis Duvergel Yoandry Urgellés Alexei Bell Frederich Cepeda Alfredo Despaigne | Baseball      | Férfi                     |
| Ezüst | Yanet Bermoy | Cselgáncs     | Női légsúly               |
| Ezüst | Yalennis Castillo | Cselgáncs     | Női félnehézsúly          |
| Ezüst | Anaisis Hernández | Cselgáncs     | Női középsúly             |
| Ezüst | Yoanka González | Kerékpározás  | Női pontverseny           |
| Ezüst | Andry Laffita | Ökölvívás     | Légsúly                   |
| Ezüst | Yankiel León | Ökölvívás     | Harmatsúly                |
| Ezüst | Carlos Banteux | Ökölvívás     | Váltósúly                 |
| Ezüst | Emilio Correa | Ökölvívás     | Középsúly                 |
| Bronz | Ibrahim Camejo | Atlétika      | Férfi távolugrás          |
| Bronz | Leonel Suárez | Atlétika      | Férfi tízpróba            |
| Bronz | Yordanis Arencibia | Cselgáncs     | Férfi harmatsúly          |
| Bronz | Oscar Braison | Cselgáncs     | Férfi nehézsúly           |
| Bronz | Idalys Ortíz | Cselgáncs     | Női nehézsúly             |
| Bronz | Yampier Hernández | Ökölvívás     | Papírsúly                 |
| Bronz | Yordenis Ugás | Ökölvívás     | Könnyűsúly                |
| Bronz | Rosniel Iglesias | Ökölvívás     | Kisváltósúly              |
| Bronz | Osmay Acosta | Ökölvívás     | Nehézsúly                 |
| Bronz | Eglis Yaima Cruz | Sportlövészet | Női sportpuska, összetett |
| Bronz | Daynellis Montejo | Taekwondo     | Női légsúly               |

## Atlétika
Férfi
| Versenyző                                               | Versenyszám     | Előfutam | Előfutam | Előfutam | Negyeddöntő | Negyeddöntő | Negyeddöntő | Elődöntő | Elődöntő | Elődöntő | Döntő   | Döntő    |
| Versenyző                                               | Versenyszám     | Idő      | Hely.    | Össz.    | Idő         | Hely.       | Össz.       | Idő      | Hely.    | Össz.    | Idő     | Helyezés |
| ------------------------------------------------------- | --------------- | -------- | -------- | -------- | ----------- | ----------- | ----------- | -------- | -------- | -------- | ------- | -------- |
| Henry Vizcaíno                                          | 100 m           | 10,28    | 4.       | 18.*     | 10,33       | 5.          | 30.**       | kiesett  | kiesett  | kiesett  | kiesett | kiesett  |
| Williams Collazo                                        | 400 m           | 45,37    | 3.       | 20.      |             |             |             | 45,06    | 6.       | 13.*     | kiesett | kiesett  |
| Andy González                                           | 800 m           | 1:46,59  | 4.       | 17.      |             |             |             | kiesett  | kiesett  | kiesett  | kiesett | kiesett  |
| Yeimer López                                            | 800 m           | 1:45,66  | 1.       | 4.       |             |             |             | 1:46,40  | 2.       | 13.      | 1:45,88 | 6.       |
| Dayron Robles                                           | 110 m gát       | 13,39    | 1.       | 4.       | 13,19       | 1.          | 2.          | 13,12    | 1.       | 1.       | 12,93   |          |
| Yunier Pérez Yunior Díaz Williams Collazo Omar Cisneros | 4 × 400 m váltó | 3:02,24  | 7.       | 10.      |             |             |             |          |          |          | kiesett | kiesett  |

| Versenyző          | Versenyszám   | Selejtező                | Selejtező                | Döntő    | Döntő    |
| Versenyző          | Versenyszám   | Eredmény                 | Helyezés                 | Eredmény | Helyezés |
| ------------------ | ------------- | ------------------------ | ------------------------ | -------- | -------- |
| Lázaro Borges      | Rúdugrás      | érvényes ugrás nélkül    | érvényes ugrás nélkül    | kiesett  | kiesett  |
| Ibrahim Camejo     | Távolugrás    | 823 cm                   | 2.                       | 820 cm   |          |
| Wilfredo Martínez  | Távolugrás    | 807 cm                   | 6.                       | 819 cm   | 5.       |
| Alexis Copello     | Hármasugrás   | 17,09 m                  | 13.                      | kiesett  | kiesett  |
| Héctor Fuentes     | Hármasugrás   | 17,14 m                  | 10.                      | 16,28 m  | 12.      |
| Arnie David Giralt | Hármasugrás   | 17,30 m                  | 4.                       | 17,52 m  | 4.       |
| Alexis Paumier     | Súlylökés     | érvényes kísérlet nélkül | érvényes kísérlet nélkül | kiesett  | kiesett  |
| Reinaldo Proenza   | Súlylökés     | 19,20 m                  | 31.                      | kiesett  | kiesett  |
| Carlos Véliz       | Súlylökés     | 19,58 m                  | 24.                      | kiesett  | kiesett  |
| Jorge Fernández    | Diszkoszvetés | 59,60 m                  | 27.                      | kiesett  | kiesett  |
| Anier Boué         | Gerelyhajítás | 71,85 m                  | 28.                      | kiesett  | kiesett  |

| Versenyző       | Versenyszám | 100 m | 100 m | Távolugrás | Távolugrás | Súlylökés | Súlylökés | Magasugrás | Magasugrás | 400 m | 400 m | 110 m gát | 110 m gát | Diszkoszvetés | Diszkoszvetés | Rúdugrás | Rúdugrás | Gerelyhajítás | Gerelyhajítás | 1500 m  | 1500 m | Végeredmény | Végeredmény |
| Versenyző       | Versenyszám | Idő   | Pont  | Eredmény   | Pont       | Eredmény  | Pont      | Eredmény   | Pont       | Idő   | Pont  | Idő       | Pont      | Eredmény      | Pont          | Eredmény | Pont     | Eredmény      | Pont          | Idő     | Pont   | Pont        | Helyezés    |
| --------------- | ----------- | ----- | ----- | ---------- | ---------- | --------- | --------- | ---------- | ---------- | ----- | ----- | --------- | --------- | ------------- | ------------- | -------- | -------- | ------------- | ------------- | ------- | ------ | ----------- | ----------- |
| Yordanis García | Tízpróba    | 10,64 | 942   | 707 cm     | 830        | 15,82 m   | 840       | 196 cm     | 767        | 49,66 | 830   | 13,90     | 987       | 36,73 m       | 598           | 470 cm   | 819      | 65,60 m       | 822           | 5:00,49 | 557    | 7992        | 15.         |
| Leonel Suárez   | Tízpróba    | 10,90 | 883   | 733 cm     | 893        | 14,49 m   | 758       | 205 cm     | 850        | 47,91 | 913   | 14,15     | 955       | 44,45 m       | 756           | 470 cm   | 819      | 73,98 m       | 950           | 4:29,17 | 750    | 8527        |             |

Női
| Versenyző                                                 | Versenyszám     | Előfutam | Előfutam | Előfutam | Negyeddöntő | Negyeddöntő | Negyeddöntő | Elődöntő      | Elődöntő      | Elődöntő      | Döntő   | Döntő    |
| Versenyző                                                 | Versenyszám     | Idő      | Hely.    | Össz.    | Idő         | Hely.       | Össz.       | Idő           | Hely.         | Össz.         | Idő     | Helyezés |
| --------------------------------------------------------- | --------------- | -------- | -------- | -------- | ----------- | ----------- | ----------- | ------------- | ------------- | ------------- | ------- | -------- |
| Virgen Benavides                                          | 100 m           | 11,45    | 3.       | 24.      | 11,40       | 5.          | 19.*        | kiesett       | kiesett       | kiesett       | kiesett | kiesett  |
| Roxana Díaz                                               | 200 m           | 23,09    | 3.       | 15.      | 22,98       | 4.          | 14.         | 23,12         | 8.            | 15.           | kiesett | kiesett  |
| Indira Terrero                                            | 400 m           | 51,56    | 4.       | 18.      |             |             |             | 51,80         | 6.            | 16.           | kiesett | kiesett  |
| Zulia Calatayud                                           | 800 m           | 2:00,34  | 1.       | 14.      |             |             |             | 1:58,78       | 4.            | 10.           | kiesett | kiesett  |
| Yenima Arencibia                                          | 100 m gát       | 13,43    | 6.       | 32.      |             |             |             | kiesett       | kiesett       | kiesett       | kiesett | kiesett  |
| Anay Tejeda                                               | 100 m gát       | 12,84    | 2.       | 10.      |             |             |             | nem ért célba | nem ért célba | nem ért célba | kiesett | kiesett  |
| Roxana Díaz Zulia Calatayud Susana Clement Indira Terrero | 4 × 400 m váltó | 3:25,46  | 2.       | 6.       |             |             |             |               |               |               | 3:23,21 | 6.       |

| Versenyző          | Versenyszám   | Selejtező | Selejtező | Döntő    | Döntő    |
| Versenyző          | Versenyszám   | Eredmény  | Helyezés  | Eredmény | Helyezés |
| ------------------ | ------------- | --------- | --------- | -------- | -------- |
| Yarisley Silva     | Rúdugrás      | 415 cm    | 27.***    | kiesett  | kiesett  |
| Yargelis Savigne   | Távolugrás    | 649 cm    | 17.       | kiesett  | kiesett  |
| Yargelis Savigne   | Hármasugrás   | 14,99 m   | 1.        | 15,05 m  | 5.       |
| Mabel Gay          | Hármasugrás   | 14,09 m   | 15.       | kiesett  | kiesett  |
| Yarianna Martínez  | Hármasugrás   | 13,96 m   | 21.       | kiesett  | kiesett  |
| Yumileidi Cumbá    | Súlylökés     | 17,60 m   | 20.       | kiesett  | kiesett  |
| Misleydis González | Súlylökés     | 18,91 m   | 7.        | 19,50 m  | 4.       |
| Mailín Vargas      | Súlylökés     | 18,47 m   | 14.       | 18,28 m  | 10.      |
| Yarelis Barrios    | Diszkoszvetés |           |           | kizárva  |          |
| Yania Ferrales     | Diszkoszvetés | 59,87 m   | 15.       | kiesett  | kiesett  |
| Yunaika Crawford   | Kalapácsvetés | 66,16 m   | 31.       | kiesett  | kiesett  |
| Yipsi Moreno       | Kalapácsvetés | 73,92 m   | 1.        | 75,20 m  |          |
| Arasay Thondike    | Kalapácsvetés | 68,74 m   | 15.       | kiesett  | kiesett  |
| Yanet Cruz         | Gerelyhajítás | 58,06 m   | 19.       | kiesett  | kiesett  |
| Osleidys Menéndez  | Gerelyhajítás | 60,51 m   | 11.       | 63,35    | 6.       |

| Versenyző         | Versenyszám | 100 m gát | 100 m gát | Magasugrás | Magasugrás | Súlylökés | Súlylökés | 200 m | 200 m | Távolugrás | Távolugrás | Gerelyhajítás | Gerelyhajítás | 800 m   | 800 m | Végeredmény | Végeredmény |
| Versenyző         | Versenyszám | Idő       | Pont      | Eredmény   | Pont       | Eredmény  | Pont      | Idő   | Pont  | Eredmény   | Pont       | Eredmény      | Pont          | Idő     | Pont  | Pont        | Helyezés    |
| ----------------- | ----------- | --------- | --------- | ---------- | ---------- | --------- | --------- | ----- | ----- | ---------- | ---------- | ------------- | ------------- | ------- | ----- | ----------- | ----------- |
| Gretchen Quintana | Hétpróba    | 13,77     | 1011      | 168 cm     | 830        | 13,10 m   | 734       | 24,34 | 948   | 602 cm     | 856        | 38,14 m       | 632           | 2:20,31 | 819   | 5830        | 25.         |

* – egy másik versenyzővel azonos időt ért el

** – két másik versenyzővel azonos időt ért el

*** – három másik versenyzővel azonos eredményt ért el

## Baseball
| #          | Poz. | Név                   | Születési idő                   | Klub                |
| ---------- | ---- | --------------------- | ------------------------------- | ------------------- |
| 99         | P    | Pedro Luis Lazo       | 1973. április 15. (35 évesen)   | Pinar del Río       |
| 42         | P    | Miguel Lahera         | 1985. január 24. (23 évesen)    | La Habana           |
| 45         | P    | Jonder Martínez       | 1978. június 22. (30 évesen)    | La Habana           |
| 64         | P    | Elier Sánchez         | 1986. október 4. (21 évesen)    | Camagüey            |
| 62         | P    | Yadier Pedroso        | 1986. április 9. (22 évesen)    | La Habana           |
| 23         | P    | Vicyohandri Odelín    | 1980. június 26. (28 évesen)    | Camagüey            |
| 16         | P    | Adiel Palma           | 1970. augusztus 20. (37 évesen) | Cienfuegos          |
| 32         | P    | Norberto González     | 1979. október 10. (28 évesen)   | Cienfuegos          |
| 20         | P    | Norge Luis Vera       | 1971. október 3. (36 évesen)    | Santiago de Cuba    |
| 74         | P    | Luis Miguel Rodríguez | 1973. június 3. (35 évesen)     | Holguín             |
| 8          | C    | Ariel Pestano         | 1974. január 31. (34 évesen)    | Villa Clara         |
| 40         | C    | Rolando Meriño        | 1971. február 17. (37 évesen)   | Santiago de Cuba    |
|            | C    | Eriel Sánchez         | 1975. április 12. (33 évesen)   | Sancti Spíritus     |
| 55         | IF   | Alexander Mayeta      | 1977. február 22. (31 évesen)   | Industriales        |
| 28         | IF   | Héctor Olivera        | 1985. április 5. (23 évesen)    | Santiago de Cuba    |
| 10         | IF   | Yulieski Gourriel     | 1984. június 9. (24 évesen)     | Sancti Spíritus     |
| 12         | IF   | Michel Enríquez       | 1979. február 11. (29 évesen)   | Isla de la Juventud |
| 2          | IF   | Eduardo Paret         | 1972. október 23. (35 évesen)   | Villa Clara         |
| 3          | IF   | Luis Miguel Navas     | 1980. február 2. (28 évesen)    | Santiago de Cuba    |
| 1          | OF   | Giorvis Duvergel      | 1979. szeptember 8. (28 évesen) | Guantánamo          |
| 14         | OF   | Yoandry Urgellés      | 1981. július 28. (27 évesen)    | Industriales        |
| 88         | OF   | Alexei Bell           | 1983. október 2. (24 évesen)    | Santiago de Cuba    |
| 24         | OF   | Frederich Cepeda      | 1980. április 8. (28 évesen)    | Sancti Spíritus     |
| 54         | OF   | Alfredo Despaigne     | 1986. június 17. (22 évesen)    | Granma              |
| Vezetőedző |      |                       |                                 |                     |
| 6          |      | Antonio Pacheco Massó |                                 |                     |

- Kor: 2008. augusztus 13-i kora

### Eredmények
Csoportkör
| Csapat           | M | Gy | V | P+ | P– | Pk  |
| ---------------- | - | -- | - | -- | -- | --- |
| Dél-Korea        | 7 | 7  | 0 | 41 | 22 | +19 |
| Kuba             | 7 | 6  | 1 | 52 | 23 | +29 |
| Egyesült Államok | 7 | 5  | 2 | 40 | 22 | +18 |
| Japán            | 7 | 4  | 3 | 30 | 14 | +16 |
| Tajvan           | 7 | 2  | 5 | 29 | 33 | –4  |
| Kanada           | 7 | 2  | 5 | 29 | 20 | +9  |
| Hollandia        | 7 | 1  | 6 | 9  | 50 | –41 |
| Kína             | 7 | 1  | 6 | 14 | 60 | –46 |

| 2008. augusztus 13. 19:00 |  | Kuba (CUB) | 4–2 | Japán |  |  |
| 2008. augusztus 13. 19:00 |  |            |     |       |  |  |

| 2008. augusztus 14. 19:30 |  | Kuba (CUB) | 7–6 | Kanada |  |  |
| 2008. augusztus 14. 19:30 |  |            |     |        |  |  |

| 2008. augusztus 15. 11:30 |  | Egyesült Államok (USA) | 4–5 | Kuba |  |  |
| 2008. augusztus 15. 11:30 |  |                        |     |      |  |  |

| 2008. augusztus 16. 11:30 |  | Kuba (CUB) | 1–0 | Tajvan |  |  |
| 2008. augusztus 16. 11:30 |  |            |     |        |  |  |

| 2008. augusztus 18. 18:00 |  | Hollandia (NED) | 3–14 | Kuba |  |  |
| 2008. augusztus 18. 18:00 |  |                 |      |      |  |  |

| 2008. augusztus 19. 11:30 |  | Dél-Korea (KOR) | 7–4 | Kuba |  |  |
| 2008. augusztus 19. 11:30 |  |                 |     |      |  |  |

| 2008. augusztus 20. 10:30 |  | Kuba (CUB) | 17–1 | Kína |  |  |
| 2008. augusztus 20. 10:30 |  |            |      |      |  |  |

Elődöntő
| 2008. augusztus 22. 18:00 |  | Kuba (CUB) | 10–2 | Egyesült Államok |  |  |
| 2008. augusztus 22. 18:00 |  |            |      |                  |  |  |

Döntő
| 2008. augusztus 23. 18:00 |  | Dél-Korea (KOR) | 3–2 | Kuba |  |  |
| 2008. augusztus 23. 18:00 |  |                 |     |      |  |  |

| Csapat | Helyezés |
| ------ | -------- |
| Kuba   |          |

## Birkózás

### Férfi
Kötöttfogású
| Versenyző         | Versenyszám | Selejtező                      | Nyolcaddöntő                            | Negyeddöntő                            | Elődöntő                        | Vigaszág első kör              | Vigaszág elődöntő                  | Bronz- mérkőzés                      | Döntő                           | Helyezés |
| Versenyző         | Versenyszám | Ellenfél Eredmény              | Ellenfél Eredmény                       | Ellenfél Eredmény                      | Ellenfél Eredmény               | Ellenfél Eredmény              | Ellenfél Eredmény                  | Ellenfél Eredmény                    | Ellenfél Eredmény               | Helyezés |
| ----------------- | ----------- | ------------------------------ | --------------------------------------- | -------------------------------------- | ------------------------------- | ------------------------------ | ---------------------------------- | ------------------------------------ | ------------------------------- | -------- |
| Yagnier Hernández | 55 kg       |                                | Csha Gvangszu (PRK) · 8-0, 1-1          | Rövşən Bayramov (AZE) · 0-5, 2-1, 0-4  |                                 |                                | Mosztafa Mohammed (EGY) · 6-0, 3-1 | Roman Amojan (ARM) · 0-3, 0-5        |                                 | 5.       |
| Roberto Monzón    | 60 kg       |                                | Sébastien Hidalgo (FRA) · 2-1, 3-3, 6-0 | Iszlam-Beka Albijev (RUS) · 0-6, 0-2   |                                 |                                | Soner Sucu (TUR) · 1-3, 4-2, 1-1   | Ruszlan Tyumenbajev (KGZ) · 0-6, 0-3 |                                 | 5.       |
| Alaín Milián      | 66 kg       | Steeve Guénot (FRA) · 0-3, 1-2 |                                         |                                        |                                 | Lőrincz Tamás (HUN) · 1-1, 1-1 | Mihail Szjamjonav (BLR) · 1-1, 1-3 | kiesett                              |                                 | 9.       |
| Yunior Estrada    | 84 kg       | Bátky Attila (SVK) · 4-0, 5-0  | Ara Abrahamian (SWE) · 1-2, 1-1, 1-1    | kiesett                                | kiesett                         |                                |                                    |                                      |                                 | 10.      |
| Mijaín López      | 120 kg      |                                | Szjarhej Arcjuhin (BLR) · 3-0, 2-1      | Jurij Patrikejev (ARM) · 1-1, 3-0, TUS | Jalmar Sjöberg (SWE) · 4-0, 5-0 |                                |                                    |                                      | Haszan Barojev (RUS) · 5-0, 1-1 |          |

Szabadfogású
| Versenyző        | Versenyszám | Selejtező                         | Nyolcaddöntő                         | Negyeddöntő                           | Elődöntő          | Vigaszág első kör                       | Vigaszág elődöntő                  | Bronz- mérkőzés                    | Döntő             | Helyezés |
| Versenyző        | Versenyszám | Ellenfél Eredmény                 | Ellenfél Eredmény                    | Ellenfél Eredmény                     | Ellenfél Eredmény | Ellenfél Eredmény                       | Ellenfél Eredmény                  | Ellenfél Eredmény                  | Ellenfél Eredmény | Helyezés |
| ---------------- | ----------- | --------------------------------- | ------------------------------------ | ------------------------------------- | ----------------- | --------------------------------------- | ---------------------------------- | ---------------------------------- | ----------------- | -------- |
| Maikel Pérez     | 55 kg       | Rizvan Hadzsijev (BLR) · 0-7, 0-6 | kiesett                              | kiesett                               | kiesett           |                                         |                                    |                                    |                   | 19.      |
| Yandro Quintana  | 60 kg       | Csin Ho (CHN) · 4-1, 1-0          | Mavlet Batirov (RUS) · 0-1, 1-1, 0-4 |                                       |                   | Zəlimxan Hüseynov (AZE) · 1-0, 1-1, 3-4 | kiesett                            | kiesett                            |                   | 8.       |
| Geandry Garzón   | 66 kg       |                                   | Ramazan Şahin (TUR) · 0-1, 4-7       |                                       |                   |                                         | Mehdi Tagavi (IRI) · 1-4, 2-0, 2-0 | Otar Tusisvili (GEO) · 0-3, 1-1    |                   | 5.       |
| Iván Fundora     | 74 kg       | Sze Zsi-ku-leng (CHN) · 7-5, 4-2  | Ben Askren (USA) · 3-1, 4-0          | Buvajszar Szajtyijev (RUS) · 0-2, 1-2 |                   |                                         | Cso Pjonggvan (KOR) · 2-0, 4-0     | Kiril Terziev (BUL) · 5-6, TUS     |                   | 5.       |
| Reineris Salas   | 84 kg       |                                   | Andy Hrovat (USA) · 0-3, 3-1, 2-2    | Serhat Balcı (TUR) · 0-1, 0-2         | kiesett           |                                         |                                    |                                    |                   | 10.      |
| Michel Batista   | 96 kg       |                                   | Daniel Cormier (USA) · WO            | Tajmuraz Tigijev (KAZ) · 0-2, 0-1     |                   |                                         | Luis Vivenes (VEN) · 1-1, 2-0      | Giorgi Gogselidze (GEO) · 0-1, TUS |                   | 5.       |
| Disney Rodríguez | 120 kg      |                                   | Rareş Chintoan (ROU) · 5-0, 4-0      | Artur Taymazov (UZB) · 1-3, 0-4       |                   |                                         | Əli İsayev (AZE) · 1-0, TUS        | David Musuľbes (SVK) · 0-4, 2-4    |                   | 5.       |

WO – visszalépett

## Cselgáncs
Férfi
| Versenyző          | Versenyszám  | Selejtező         | 32-es főtábla                              | Nyolcaddöntő                            | Negyeddöntő                       | Elődöntő                            | Vigaszág első kör                | Vigaszág negyeddöntő | Vigaszág elődöntő | Bronz- mérkőzés                        | Döntő             | Helyezés |
| Versenyző          | Versenyszám  | Ellenfél Eredmény | Ellenfél Eredmény                          | Ellenfél Eredmény                       | Ellenfél Eredmény                 | Ellenfél Eredmény                   | Ellenfél Eredmény                | Ellenfél Eredmény    | Ellenfél Eredmény | Ellenfél Eredmény                      | Ellenfél Eredmény | Helyezés |
| ------------------ | ------------ | ----------------- | ------------------------------------------ | --------------------------------------- | --------------------------------- | ----------------------------------- | -------------------------------- | -------------------- | ----------------- | -------------------------------------- | ----------------- | -------- |
| Yordanis Arencibia | Harmatsúly   |                   | Daniel García (AND) · 1010-0000            | Amín Mohammed el-Hádi (EGY) · 0001-0000 | Taylor Takata (USA) · 0010-0000   | Ucsisiba Maszato (JPN) · 0001-0020  |                                  |                      |                   | Alim Gadanov (RUS) · 0010-0001         |                   |          |
| Oscar Braison      | Nehézsúly    |                   | Rúdi Hasás (LIB) · 1011-0000               | Carlos Zegarra (PER) · 1000-0000        | João Schlittler (BRA) · 1000-0000 | Abdullo Tangriyev (UZB) · 0011-1010 |                                  |                      |                   | Mohammad Reza Ródaki (IRI) · 0200-0000 |                   |          |
| Oscar Cárdenas     | Váltósúly    |                   | Anthony Rodriguez (FRA) · 0110-0001        | João Neto (POR) · 0000-1000             | kiesett                           | kiesett                             |                                  |                      |                   |                                        |                   | 17.      |
| Oreidis Despaigne  | Félnehézsúly |                   | Matt Celotti (AUS) · 0010-0000             | Csang Szongho (KOR) · 0000-0001         | kiesett                           | kiesett                             |                                  |                      |                   |                                        |                   | 17.      |
| Ronald Girones     | Könnyűsúly   |                   | Kim Csholszu (PRK) · 0001-1000             | kiesett                                 | kiesett                           | kiesett                             |                                  |                      |                   |                                        |                   | 21.      |
| Asley González     | Középsúly    |                   | Yves-Matthieu Dafreville (FRA) · 0000-1000 |                                         |                                   |                                     | Roberto Meloni (ITA) · 0001-1001 | kiesett              | kiesett           | kiesett                                |                   | 13.      |
| Yosmani Piker      | Légsúly      |                   | Hovhannesz Davtjan (ARM) · 0010-0100       | kiesett                                 | kiesett                           | kiesett                             |                                  |                      |                   |                                        |                   | 21.      |

Női
| Versenyző          | Versenyszám  | Selejtező                            | Nyolcaddöntő                            | Negyeddöntő                          | Elődöntő                         | Vigaszág első kör                | Vigaszág negyeddöntő | Vigaszág elődöntő | Bronz- mérkőzés                           | Döntő                            | Helyezés |
| Versenyző          | Versenyszám  | Ellenfél Eredmény                    | Ellenfél Eredmény                       | Ellenfél Eredmény                    | Ellenfél Eredmény                | Ellenfél Eredmény                | Ellenfél Eredmény    | Ellenfél Eredmény | Ellenfél Eredmény                         | Ellenfél Eredmény                | Helyezés |
| ------------------ | ------------ | ------------------------------------ | --------------------------------------- | ------------------------------------ | -------------------------------- | -------------------------------- | -------------------- | ----------------- | ----------------------------------------- | -------------------------------- | -------- |
| Yanet Bermoy       | Légsúly      | Glenda Miranda (ECU) · 1010-0000     | Ljudmila Bogdanova (RUS) · 0010-0001    | Michaela Baschin (GER) · 0001-0000   | Pak Okszong (PRK) · 1021-0000    |                                  |                      |                   |                                           | Alina Dumitru (ROU) · 0000-1100  |          |
| Yalennis Castillo  | Félnehézsúly | Szagat Abikejeva (KAZ) · 1021-0000   | Divja Tévár (IND) · 1000-0000           | Stéphanie Possamai (FRA) · 0030-0000 | Csong Gjongmi (KOR) · 0001-0000  |                                  |                      |                   |                                           | Jang Hsziu-li (CHN) · 0000-0000* | *        |
| Driulis González   | Váltósúly    |                                      | Claudia Heill (AUT) · 0010-0001         | Wang Chin-Fang (TPE) · 0010-0000     | Tanimoto Ajumi (JPN) · 0000-1011 |                                  |                      |                   | Elisabeth Willeboordse (NED) · 0000-0001  |                                  | 5.       |
| Anaisis Hernández  | Középsúly    |                                      | Yuri Alvear (COL) · 1000-0100           | Ylenia Scapin (ITA) · 1000-0000      | Annett Böhm (GER) · 1000-0010    |                                  |                      |                   |                                           | Ueno Maszae (JPN) · 0000-1000    |          |
| Jurisleidi Lupetej | Könnyűsúly   | Ange Jean Baptiste (HAI) · 0111-0000 | Neszrijja el-Zselászi (TUN) · 0000-1000 | kiesett                              | kiesett                          |                                  |                      |                   |                                           |                                  | 15.      |
| Yagnelys Mestre    | Harmatsúly   | An Gume (PRK) · 0000-0201            |                                         |                                      |                                  | Flor Velázquez (VEN) · 0000-0001 | kiesett              | kiesett           | kiesett                                   |                                  | 13.      |
| Idalys Ortíz       | Nehézsúly    |                                      | Szamáh Ramadán (EGY) · 0110-0000        | Janelle Shepherd (AUS) · 1000-0000   | Tung Ven (CHN) · 0000-0010       |                                  |                      |                   | Dordzsgotovín Cerenhand (MGL) · 1000-0000 |                                  |          |

* – A női félnehézsúly döntőjében bírói döntéssel győzött a kínai versenyző.

## Evezés
Férfi
| Versenyző                                                           | Versenyszám              | Előfutam | Előfutam | Vigaszág | Vigaszág | Elődöntő | Elődöntő | Elődöntő | Döntő | Döntő   | Döntő | Helyezés |
| Versenyző                                                           | Versenyszám              | Idő      | Hely.    | Idő      | Hely.    | Típus    | Idő      | Hely.    | Típus | Idő     | Hely. | Helyezés |
| ------------------------------------------------------------------- | ------------------------ | -------- | -------- | -------- | -------- | -------- | -------- | -------- | ----- | ------- | ----- | -------- |
| Yuleidys Cascaret Janier Concepción Ángel Founier Yoennis Hernández | Négypárevezős            | 5:44,68  | 4.       | 6:03,56  | 2.       | A/B      | 6:04,99  | 6.       | B     | 5:52,66 | 6.    | 12.      |
| Eider Batista Yunior Pérez                                          | Könnyűsúlyú kétpárevezős | 6:19,36  | 4.       | 6:40,15  | 2.       | A/B      | 6:33,60  | 3.       | A     | 6:19,96 | 6.    | 6.       |

Női
| Versenyző                       | Versenyszám              | Előfutam | Előfutam | Vigaszág/ Egypárevezősnél középdöntő | Vigaszág/ Egypárevezősnél középdöntő | Elődöntő | Elődöntő | Elődöntő | Döntő | Döntő   | Döntő | Helyezés |
| Versenyző                       | Versenyszám              | Idő      | Hely.    | Idő                                  | Hely.                                | Típus    | Idő      | Hely.    | Típus | Idő     | Hely. | Helyezés |
| ------------------------------- | ------------------------ | -------- | -------- | ------------------------------------ | ------------------------------------ | -------- | -------- | -------- | ----- | ------- | ----- | -------- |
| Mayra González                  | Egypárevezős             | 8:07,22  | 2.       | 7:45,75                              | 4.                                   | C/D      | 8:02,10  | 1.       | C     | 7:42,68 | 3.    | 15.      |
| Yaima Velázquez Ismaray Marrero | Könnyűsúlyú kétpárevezős | 7:13,35  | 4.       | 7:32,14                              | 3.                                   | A/B      | 7:30,15  | 6.       | B     | 7:20,07 | 6.    | 12.      |

## Íjászat
Férfi
| Versenyző           | Versenyszám | Selejtező | Selejtező | 64-es főtábla                                    | 32-es főtábla                          | Nyolcaddöntő                     | Negyeddöntő                                  | Elődöntő          | Döntő             | Helyezés |
| Versenyző           | Versenyszám | Pont      | Kiemelt   | Ellenfél Eredmény                                | Ellenfél Eredmény                      | Ellenfél Eredmény                | Ellenfél Eredmény                            | Ellenfél Eredmény | Ellenfél Eredmény | Helyezés |
| ------------------- | ----------- | --------- | --------- | ------------------------------------------------ | -------------------------------------- | -------------------------------- | -------------------------------------------- | ----------------- | ----------------- | -------- |
| Juan Carlos Stevens | Egyéni      | 659       | 28.       | Calvin Hartley (RSA) (37.) · 107 (+19)-107 (+18) | Alexandru Bodnar (ROU) (60.) · 108-101 | Alan Wills (GBR) (21.) · 108-104 | Pak Kjongmo (KOR) (4.) · 108 (+17)-108 (+19) | kiesett           | kiesett           | 5.       |

## Kajak-kenu

### Síkvízi
Férfi
| Versenyző                    | Versenyszám        | Előfutam | Előfutam | Előfutam | Elődöntő | Elődöntő | Elődöntő | Döntő    | Döntő    |
| Versenyző                    | Versenyszám        | Idő      | Hely.    | Össz.    | Idő      | Hely.    | Össz.    | Idő      | Helyezés |
| ---------------------------- | ------------------ | -------- | -------- | -------- | -------- | -------- | -------- | -------- | -------- |
| Jorge García                 | Kajak egyes 500 m  | 1:42,803 | 7.       | 22.      | 1:49,077 | 8.       | 22.      | kiesett  | kiesett  |
| Jorge García                 | Kajak egyes 1000 m | 3:38,866 | 7.       | 16.      | 3:41,219 | 5.       | 10.      | kiesett  | kiesett  |
| Aldo Pruna                   | Kenu egyes 500 m   | 1:51,111 | 5.       | 11.      | 1:53,809 | 5.       | 9.       | kiesett  | kiesett  |
| Aldo Pruna                   | Kenu egyes 1000 m  | 4:02,351 | 3.       | 10.      | 4:01,745 | 3.       | 7.       | 3:59,087 | 9.       |
| Serguey Torres Karel Aguilar | Kenu kettes 500 m  | 1:44,155 | 7.       | 13.      | 1:43,673 | 5.       | 5.       | kiesett  | kiesett  |
| Serguey Torres Karel Aguilar | Kenu kettes 1000 m | 3:41,171 | 2. D     | 3.       |          |          |          | 3:48,877 | 9.       |

## Kerékpározás

### Országúti kerékpározás
Női
| Versenyző       | Versenyszám   | Idő              | Helyezés |
| --------------- | ------------- | ---------------- | -------- |
| Yumari González | Mezőnyverseny | 3:51:39 (+19:15) | 60.      |

### Pálya-kerékpározás
Sprintversenyek
| Versenyző       | Versenyszám       | Selejtező | Selejtező | 1. forduló                 | Vigaszág                                                  | Vigaszág | 9–12. helyért                                                                         | 9–12. helyért | Negyeddöntő          | 5–8. helyért           | 5–8. helyért | Elődöntő             | Döntő                | Helyezés |
| Versenyző       | Versenyszám       | Idő       | Hely.     | Ellenfél Győztes idő       | Ellenfelek Győztes idő                                    | Hely.    | Ellenfelek Győztes idő                                                                | Hely.         | Ellenfél Győztes idő | Ellenfelek Győztes idő | Hely.        | Ellenfél Győztes idő | Ellenfél Győztes idő | Helyezés |
| --------------- | ----------------- | --------- | --------- | -------------------------- | --------------------------------------------------------- | -------- | ------------------------------------------------------------------------------------- | ------------- | -------------------- | ---------------------- | ------------ | -------------------- | -------------------- | -------- |
| Lisandra Guerra | Női egyéni sprint | 11,462    | 9.        | Willy Kanis (NED) · 12,155 | Natallja Cilinszkaja (BLR) · Cukuda Szakie (JPN) · 11,871 | 2.       | Szvetlana Grankovszkaja (RUS) · Yvonne Hijgenaar (NED) · Cukuda Szakie (JPN) · 12,192 | 2.            |                      |                        |              |                      |                      | 10.      |

Pontversenyek
| Versenyző       | Versenyszám     | Pont | Helyezés |
| --------------- | --------------- | ---- | -------- |
| Yoanka González | Női pontverseny | 18   |          |

## Műugrás
Férfi
| Versenyző                          | Versenyszám          | Selejtező | Selejtező | Elődöntő | Elődöntő | Döntő   | Döntő    |
| Versenyző                          | Versenyszám          | Pont      | Helyezés  | Pont     | Helyezés | Pont    | Helyezés |
| ---------------------------------- | -------------------- | --------- | --------- | -------- | -------- | ------- | -------- |
| Jorge Betancourt                   | Egyéni műugrás       | 428,25    | 19.       | kiesett  | kiesett  | kiesett | kiesett  |
| Jorge Pupo                         | Egyéni műugrás       | 388,70    | 27.       | kiesett  | kiesett  | kiesett | kiesett  |
| Jeinkler Aguirre                   | Egyéni toronyugrás   | 423,75    | 16.       | 414,20   | 15.      | kiesett | kiesett  |
| José Antonio Guerra                | Egyéni toronyugrás   | 443,20    | 11.       | 438,80   | 11.      | 507,15  | 5.       |
| José Antonio Guerra Erick Fornaris | Szinkron toronyugrás |           |           |          |          | 409,38  | 7.       |

## Ökölvívás
| Versenyző         | Versenyszám     | Selejtező                      | Nyolcaddöntő                          | Negyeddöntő                    | Elődöntő                             | Döntő                            | Helyezés |
| Versenyző         | Versenyszám     | Ellenfél Eredmény              | Ellenfél Eredmény                     | Ellenfél Eredmény              | Ellenfél Eredmény                    | Ellenfél Eredmény                | Helyezés |
| ----------------- | --------------- | ------------------------------ | ------------------------------------- | ------------------------------ | ------------------------------------ | -------------------------------- | -------- |
| Yampier Hernández | Papírsúly       | Serali Dosztyijev (TJK) · 12-1 | Heorhij Csihajev (UKR) · 21-3         | Paulo Carvalho (BRA) · 21-6    | Pürevdordzsín Szerdamba (MGL) · 8-+8 | kiesett                          |          |
| Andry Laffita     | Légsúly         |                                | Khalid Saeed Yafai (GBR) · 9-3        | McWilliams Arroyo (PUR) · 11-2 | Georgij Balaksin (RUS) · 9-8         | Szomcsit Csongcsoho (THA) · 2-8  |          |
| Yankiel León      | Harmatsúly      |                                | Kanat Abutalipov (KAZ) · 10-3         | Voraphot Phetkhum (THA) · 10-2 | Bruno Julie (MRI) · 7-5              | Enhbatín Badar-Úgan (MGL) · 5-16 |          |
| Idel Torriente    | Pehelysúly      | Prince Dzanie (GHA) · 11-2     | Dzorigtbátarín Enhdzorig (MGL) · 10-9 | Şahin İmranov (AZE) · 14-16    | kiesett                              | kiesett                          | 5.       |
| Yordenis Ugas     | Könnyűsúly      | Hamza Krámu (ALG) · 21-3       | Domenico Valentino (ITA) · 10-2       | Georgian Popescu (ROU) · 11-7  | Daouda Sow (FRA) · 8-15              | kiesett                          |          |
| Rosniel Iglesias  | Kisváltósúly    | Mahaman Smaila (CMR) · 15-1    | Drísz Muszáid (MAR) · 15-4            | Gennagyij Kovaljov (RUS) · 5-2 | Manat Buncsamnong (THA) · 5-10       | kiesett                          |          |
| Carlos Banteux    | Váltósúly       |                                | Billy Joe Saunders (GBR) · 13-6       | Hoszám Ábdín (EGY) · 10-2      | Hanati Szelamu (CHN) · 17-4          | Bakit Szarszekbajev (KAZ) · 9-18 |          |
| Emilio Correa     | Középsúly       | Jarrod Fletcher (AUS) · 17-4   | Szerhij Derevjancsenko (UKR) · 18-4   | Elshod Rasulov (UZB) · 9-7     | Vidzsender Szingh (IND) · 8-5        | James DeGale (GBR) · 14-16       |          |
| Osmay Acosta      | Nehézsúly       |                                | Olanrewaju Durodola (NGR) · 11-0      | Ilíasz Pavlídisz (GRE) · 7-4   | Rahim Csahkijev (RUS) · 5-10         | kiesett                          |          |
| Robert Alfonso    | Szupernehézsúly |                                | Vjacseszlav Hlazkov (UKR) · 3-5       | kiesett                        | kiesett                              | kiesett                          | 9.       |

## Öttusa
| Versenyző        | Versenyszám | Lövészet | Lövészet | Lövészet | Vívás    | Vívás | Vívás | Úszás   | Úszás | Úszás | Lovaglás | Lovaglás | Lovaglás | Lovaglás | Futás   | Futás | Futás | Összesen    | Összesen |
| Versenyző        | Versenyszám | Pontszám | Pont     | Hely.    | Eredmény | Pont  | Hely. | Idő     | Pont  | Hely. | Idő      | Hibapont | Pont     | Hely.    | Idő     | Pont  | Hely. | Összes pont | Helyezés |
| ---------------- | ----------- | -------- | -------- | -------- | -------- | ----- | ----- | ------- | ----- | ----- | -------- | -------- | -------- | -------- | ------- | ----- | ----- | ----------- | -------- |
| Yanier Velázquez | Férfi       | 184      | 1144     | 10.      | 18-17    | 832   | 13.*  | 2:16,38 | 1164  | 36.   | 1:19,79  | 172      | 1028     | 20.      | 9:22,27 | 1152  | 10.   | 5320        | 15.      |

* – öt másik versenyzővel azonos eredményt ért el

## Röplabda

### Női
| #    | Név               | Klub           | Kor                            | Magasság |  |
| ---- | ----------------- | -------------- | ------------------------------ | -------- |  |
| 1    | Yumilka Ruíz      | Camaguey       | 1978. május 8. (30 évesen)     | 180 cm   |  |
| 2    | Yanelis Santos    | Ciego de Avila | 1986. március 30. (22 évesen)  | 181 cm   |  |
| 3    | Nancy Carillo     | Ciudad Habana  | 1986. január 11. (22 évesen)   | 190 cm   |  |
| 6    | Daimi Ramírez     | Camaguey       | 1983. augusztus 8. (25 évesen) | 176 cm   |  |
| 8    | Yaima Ortíz       | Ciudad Habana  | 1981. november 9. (26 évesen)  | 181 cm   |  |
| 9    | Rachel Sanchez    | Pinar Rio      | 1989. január 9. (19 évesen)    | 188 cm   |  |
| 10   | Yusleynis Herrera | Ciudad Habana  | 1984. március 12. (24 évesen)  | 191 cm   |  |
| 11   | Liana Mesa        | Camaguey       | 1977. december 26. (30 évesen) | 182 cm   |  |
| 12   | Rosir Calderon    | Ciudad Habana  | 1984. december 28. (23 évesen) | 191 cm   |  |
| 14   | Kenia Carcaces    | Holguin        | 1986. január 23. (22 évesen)   | 189 cm   |  |
| 15   | Yusidey Silié     | Ciudad Habana  | 1984. november 11. (23 évesen) | 188 cm   |  |
| 18   | Zoila Barrios     | Ciudad Habana  | 1976. augusztus 6. (32 évesen) | 188 cm   |  |
| Edző |                   |                |                                |          |  |
|      |                   |                |                                |          |  |

- Kor: 2008. augusztus 9-i kora

#### Eredmények
Csoportkör
A csoport
|                        |      | Mérkőzések | Mérkőzések | Pontok | Pontok | Pontok | Szettek | Szettek | Szettek |
| Csapat                 | Pont | Gy         | V          | P+     | P–     | PA     | Sz+     | Sz–     | SzA     |
| ---------------------- | ---- | ---------- | ---------- | ------ | ------ | ------ | ------- | ------- | ------- |
| Kuba (CUB)             | 10   | 5          | 0          | 426    | 371    | 1,148  | 15      | 3       | 5,000   |
| Egyesült Államok (USA) | 9    | 4          | 1          | 459    | 441    | 1,041  | 12      | 9       | 1,333   |
| Kína (CHN)             | 8    | 3          | 2          | 467    | 395    | 1,182  | 13      | 7       | 1,857   |
| Japán (JPN)            | 7    | 2          | 3          | 381    | 389    | 0,979  | 7       | 11      | 0,636   |
| Lengyelország (POL)    | 6    | 1          | 4          | 441    | 445    | 0,991  | 9       | 12      | 0,750   |
| Venezuela (VEN)        | 5    | 0          | 5          | 262    | 395    | 0,663  | 1       | 15      | 0,067   |

| 2008. augusztus 9. 14:30 | Lengyelország (POL)                      | 1–3 | Kuba (CUB) | Capital Indoor Stadium, Peking Nézőszám: 14 000 Játékvezető: Kim Kun-Tae (KOR), Janpen Jirakakul (THA) |
| 2008. augusztus 9. 14:30 | (25–21, 17–25, 20–25, 17–25) Jegyzőkönyv |     |            | Capital Indoor Stadium, Peking Nézőszám: 14 000 Játékvezető: Kim Kun-Tae (KOR), Janpen Jirakakul (THA) |

| 2008. augusztus 21. 12:30 | Kuba (CUB)                        | 0–3 | Egyesült Államok (USA) | Capital Indoor Stadium, Peking Nézőszám: 13 000 Játékvezető: Frans Loderus (NED), Dejan Jovanovic (SRB) |
| 2008. augusztus 21. 12:30 | (20–25, 16–25, 17–25) Jegyzőkönyv |     |                        | Capital Indoor Stadium, Peking Nézőszám: 13 000 Játékvezető: Frans Loderus (NED), Dejan Jovanovic (SRB) |

| 2008. augusztus 13. 20:00 | Kuba (CUB)                                      | 2–3 | Kína (CHN) | Capital Indoor Stadium, Peking Nézőszám: 13 000 Játékvezető: Frank Leuthauser (GER), Massimo Menghini (ITA) |
| 2008. augusztus 13. 20:00 | (18–25, 14–25, 25–23, 32–30, 15–13) Jegyzőkönyv |     |            | Capital Indoor Stadium, Peking Nézőszám: 13 000 Játékvezető: Frank Leuthauser (GER), Massimo Menghini (ITA) |

| 2008. augusztus 15. 22:45 | Japán (JPN)                       | 0–3 | Kuba (CUB) | Capital Indoor Stadium, Peking Nézőszám: 5000 Játékvezető: Andrei Zenovich (RUS), Massimo Menghini (ITA) |
| 2008. augusztus 15. 22:45 | (17–25, 22–25, 22–25) Jegyzőkönyv |     |            | Capital Indoor Stadium, Peking Nézőszám: 5000 Játékvezető: Andrei Zenovich (RUS), Massimo Menghini (ITA) |

| 2008. augusztus 17. 12:00 | Kuba (CUB)                        | 3–0 | Venezuela (VEN) | Beijing Institute of Technology Gymnasium, Peking Nézőszám: 3500 Játékvezető: Andrei Zenovich (RUS), Konstantin Tufekchiev (BUL) |
| 2008. augusztus 17. 12:00 | (25–20, 25–20, 25–19) Jegyzőkönyv |     |                 | Beijing Institute of Technology Gymnasium, Peking Nézőszám: 3500 Játékvezető: Andrei Zenovich (RUS), Konstantin Tufekchiev (BUL) |

Negyeddöntő
| 2008. augusztus 19. 10:00 | Kuba (CUB)                        | 3–0 | Szerbia (SRB) | Capital Indoor Stadium, Peking Nézőszám: 12 500 Játékvezető: Ibrahim al-Naama (QAT), Kim Kun-Tae (KOR) |
| 2008. augusztus 19. 10:00 | (26–24, 25–19, 26–24) Jegyzőkönyv |     |               | Capital Indoor Stadium, Peking Nézőszám: 12 500 Játékvezető: Ibrahim al-Naama (QAT), Kim Kun-Tae (KOR) |

Elődöntő
| 2008. augusztus 21. 12:30 | Kuba (CUB)                        | 0–3 | Egyesült Államok (USA) | Capital Indoor Stadium, Peking Nézőszám: 13 000 Játékvezető: Frans Loderus (NED), Dejan Jovanovic (SRB) |
| 2008. augusztus 21. 12:30 | (20–25, 16–25, 17–25) Jegyzőkönyv |     |                        | Capital Indoor Stadium, Peking Nézőszám: 13 000 Játékvezető: Frans Loderus (NED), Dejan Jovanovic (SRB) |

Bronzmérkőzés
| 2008. augusztus 23. 12:30 | Kuba (CUB)                               | 1–3 | Kína (CHN) | Capital Indoor Stadium, Peking Nézőszám: 12 500 Játékvezető: Andrei Zenovich (RUS), Konstantin Tufekchiev (BUL) |
| 2008. augusztus 23. 12:30 | (16–25, 25–21, 13–25, 20–25) Jegyzőkönyv |     |            | Capital Indoor Stadium, Peking Nézőszám: 12 500 Játékvezető: Andrei Zenovich (RUS), Konstantin Tufekchiev (BUL) |

| Csapat     | Helyezés |
| ---------- | -------- |
| Kuba (CUB) | 4.       |

### Strandröplabda

#### Női
| Versenyző                       | Csoportkör | Csoportkör | 16 közé jutásért  | Nyolcaddöntő                                                           | Negyeddöntő       | Elődöntő          | Döntő             | Helyezés |
| Versenyző                       | Ellenfél Eredmény | Hely.      | Ellenfél Eredmény | Ellenfél Eredmény                                                      | Ellenfél Eredmény | Ellenfél Eredmény | Ellenfél Eredmény | Helyezés |
| ------------------------------- | --- | ---------- | ----------------- | ---------------------------------------------------------------------- | ----------------- | ----------------- | ----------------- | -------- |
| Imara Estévez Milagros Crespo   | E csoport · Németország (GER) · Stephanie Pohl · Okka Rau · 17-21, 19-21 · Hollandia (NED) · Rebekka Kadijk · Merel Mooren · 21-11, 21-15 · Egyesült Államok (USA) · Nicole Branagh · Elaine Youngs · 19-21, 21-13, 12-15 | 3.         |                   | Kína (CHN) · Hszüe Csen · Csang Hszi · 19-21, 13-21                    | kiesett           | kiesett           | kiesett           | 9.       |
| Dalixia Fernández Tamara Larrea | B csoport · Norvégia (NOR) · Nila Håkedal · Ingrid Tørlen · 22-20, 21-19 · Egyesült Államok (USA) · Misty May-Treanor · Kerri Walsh · 15-21, 16-21 · Japán (JPN) · Szaiki Mika · Kuszuhara Csiaki · 21-18, 21-17          | 2.         |                   | Egyesült Államok (USA) · Nicole Branagh · Elaine Youngs · 15-21, 13-21 | kiesett           | kiesett           | kiesett           | 9.       |

## Sportlövészet
Férfi
| Versenyző     | Versenyszám           | Selejtező | Selejtező | Döntő   | Döntő    |
| Versenyző     | Versenyszám           | Pont      | Helyezés  | Pont    | Helyezés |
| ------------- | --------------------- | --------- | --------- | ------- | -------- |
| Leuris Pupo   | Gyorstüzelő pisztoly  | 578       | 7.        | kiesett | kiesett  |
| Eliécer Pérez | Légpuska              | 585       | 44.       | kiesett | kiesett  |
| Eliécer Pérez | Sportpuska, összetett | 1134      | 47.       | kiesett | kiesett  |
| Eliécer Pérez | Sportpuska, fekvő     | 582       | 52.       | kiesett | kiesett  |

Női
| Versenyző        | Versenyszám           | Selejtező | Selejtező | Döntő   | Döntő    |
| Versenyző        | Versenyszám           | Pont      | Helyezés  | Pont    | Helyezés |
| ---------------- | --------------------- | --------- | --------- | ------- | -------- |
| Eglis Yaima Cruz | Légpuska              | 396       | 11.       | kiesett | kiesett  |
| Eglis Yaima Cruz | Sportpuska, összetett | 588       | 2.        | 687,6   |          |

## Súlyemelés
Férfi
| Versenyző          | Versenyszám | Szakítás | Szakítás | Lökés    | Lökés    | Összesen | Helyezés |
| Versenyző          | Versenyszám | Eredmény | Helyezés | Eredmény | Helyezés | Összesen | Helyezés |
| ------------------ | ----------- | -------- | -------- | -------- | -------- | -------- | -------- |
| Sergio Álvarez     | 56 kg       | 120,0    | 9.       | 152,0    | 6.       | 272,0    | 6.       |
| Lázaro Maikel Ruiz | 62 kg       | 132,0    | 7.*      | 162,0    | 5.**     | 294,0    | 6.       |
| Yordanis Borrero   | 69 kg       | 148,0    | 6.       | 180,0    | 4.       | 328,0    | 4.       |
| Iván Cambar        | 77 kg       | 157,0    | 8.*      | 196,0    | 6.       | 353,0    | 6.       |
| Jadier Valladares  | 85 kg       | 169,0    | 7.       | 203,0    | 5.       | 372,0    | 5.       |
| Yoandry Hernández  | 94 kg       | 178,0    | 6.       | 215,0    | 5.*      | 393,0    | 6.       |

* – egy másik versenyzővel azonos eredményt ért el

** – két másik versenyzővel azonos eredményt ért el

## Taekwondo
Férfi
| Versenyző     | Versenyszám | Nyolcaddöntő                | Negyeddöntő               | Elődöntő                 | Vigaszág elődöntő | Bronz- mérkőzés                  | Döntő             | Helyezés |
| Versenyző     | Versenyszám | Ellenfél Eredmény           | Ellenfél Eredmény         | Ellenfél Eredmény        | Ellenfél Eredmény | Ellenfél Eredmény                | Ellenfél Eredmény | Helyezés |
| ------------- | ----------- | --------------------------- | ------------------------- | ------------------------ | ----------------- | -------------------------------- | ----------------- | -------- |
| Gessler Viera | Pehelysúly  | Servet Tazegül (TUR) · 3-4  | kiesett                   | kiesett                  |                   |                                  |                   | 11.      |
| Ángel Matos   | Nehézsúly   | Leonardo Basile (ITA) · 3-1 | Liu Hsziao-po (CHN) · 2-1 | Csha Dongmin (KOR) · 0-1 |                   | Arman Csilmanov (KAZ) · kizárták |                   | kizárták |

Női
| Versenyző         | Versenyszám | Nyolcaddöntő                 | Negyeddöntő       | Elődöntő          | Vigaszág elődöntő              | Bronz- mérkőzés           | Döntő             | Helyezés |
| Versenyző         | Versenyszám | Ellenfél Eredmény            | Ellenfél Eredmény | Ellenfél Eredmény | Ellenfél Eredmény              | Ellenfél Eredmény         | Ellenfél Eredmény | Helyezés |
| ----------------- | ----------- | ---------------------------- | ----------------- | ----------------- | ------------------------------ | ------------------------- | ----------------- | -------- |
| Daynellis Montejo | Légsúly     | Buttree Puedpong (THA) · 0-1 |                   |                   | Trần Thị Ngọc Trúc (VIE) · 4-0 | Yang Shu-Chun (TPE) · 3-2 |                   |          |

## Úszás
Férfi
| Versenyző   | Versenyszám | Előfutam | Előfutam | Előfutam | Elődöntő | Elődöntő | Elődöntő | Döntő   | Döntő    |
| Versenyző   | Versenyszám | Idő      | Hely.    | Össz.    | Idő      | Hely.    | Össz.    | Idő     | Helyezés |
| ----------- | ----------- | -------- | -------- | -------- | -------- | -------- | -------- | ------- | -------- |
| Pedro Medel | 200 m hát   | 2:01,32  | 2.       | 30.      | kiesett  | kiesett  | kiesett  | kiesett | kiesett  |

Női
| Versenyző        | Versenyszám | Előfutam | Előfutam | Előfutam | Elődöntő | Elődöntő | Elődöntő | Döntő   | Döntő    |
| Versenyző        | Versenyszám | Idő      | Hely.    | Össz.    | Idő      | Hely.    | Össz.    | Idő     | Helyezés |
| ---------------- | ----------- | -------- | -------- | -------- | -------- | -------- | -------- | ------- | -------- |
| Heysi Villarreal | 200 m gyors | 2:03,23  | 4.       | 41.      | kiesett  | kiesett  | kiesett  | kiesett | kiesett  |

## Vívás
Női
| Versenyző         | Versenyszám  | Selejtező               | 32-es főtábla                  | Nyolcaddöntő      | Negyeddöntő       | Elődöntő          | Bronz- mérkőzés   | Döntő             | Helyezés |
| Versenyző         | Versenyszám  | Ellenfél Eredmény       | Ellenfél Eredmény              | Ellenfél Eredmény | Ellenfél Eredmény | Ellenfél Eredmény | Ellenfél Eredmény | Ellenfél Eredmény | Helyezés |
| ----------------- | ------------ | ----------------------- | ------------------------------ | ----------------- | ----------------- | ----------------- | ----------------- | ----------------- | -------- |
| Misleydis Compañy | Tőr, egyéni  | Jo Halls (AUS) · 15-13  | Giovanna Trillini (ITA) · 7-15 | kiesett           | kiesett           | kiesett           | kiesett           | kiesett           | 30.      |
| Mailyn González   | Kard, egyéni | Nafi Toure (SEN) · 15-7 | Sada Jacobson (USA) · 11-15    | kiesett           | kiesett           | kiesett           | kiesett           | kiesett           | 31.      |